# Morganucodonta
Morganucodonta ("diente Glamorgan") es un orden extinto de mammaliaformes primitivos similar al grupo corona de los mamíferos. Sus restos han sido hallados en el sur de África, Europa Occidental, Arizona y China. Es muy probable que los morganucodontes fueran animales insectívoros y nocturnos, buscando su alimento a la vez que evitaban a los depredadores que por lo general eran activos durante el día. Es posible que dicha característica haya sido heredada por sus descendientes para evitar los dinosaurios depredadores, aunque algunos de estos también eran nocturnos.

## Anatomía

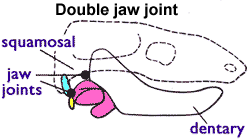
Diagrama mostrando la característica articulación doble de la mandíbula.

Los morganucodontes tenían una estructura poco común, la "articulación doble", en efecto la articulación de su mandíbula estaba conformada por la articulación dentaria-escamosal como también por una quadrate-articular. Eventualmente el articular y el cuadrado con la evolución se transformarán en el martillo y el yunque. Existe un canal en la parte posterior de la mandíbula que aloja los huesos postdentarios, los mamíferos actuales carecen de dichos huesos (todos los mamíferos existentes en la actualidad poseen una mandíbula compuesta por un único hueso, una de las características que distinguen a Mammalia).
A diferencia de Sinoconodon y de los terápsidos, los dientes de los morganucodonte eran difoyodontes (o sea tenían dos conjuntos de dientes en forma similar a lo que tienen todos los mamíferos de la actualidad) y no polifidontes (que significa que los dientes son reemplazados de forma continua, como sucede en los reptiles). Además, el postcanino primitivo ha sido reemplazado por muelas verdaderas y premolares. Los dientes se encuentran organizados de forma tal que existe una correspondencia uno a uno entre la oclusión dental y las facetas de desgaste.
Los morganucodontes poseen septomaxilla, una característica primitiva que también posee el Sinoconodon, además de contar con un  orbitosfenoide completamente osificado. La lámina anterior es más grande. La porción craneal del escamosal es un hueso angosto que se encuentra ubicado superficialmente adosado al petrosal y al parietal. A diferencia de sus predecesores, los morganucodontes poseen una mayor capacidad cerebral y una cóclea más grande.